# Judith Merril
Judith Merril (bürgerlicher Name: Judith Josephine Grossman) (* 21. Januar 1923 in Boston, USA; † 12. September 1997 in Toronto, Kanada) war eine US-amerikanische und später kanadische Science-Fiction-Autorin und -Redakteurin sowie eine politische Aktivistin. Ihr Pseudonym Judith Merril trug sie seit etwa 1945, außerdem schrieb sie unter den Pseudonymen Cyril Judd (gemeinsam mit Cyril M. Kornbluth) und gelegentlich Rose Sharon.

## Leben
Judith Merril wurde am 21. Januar 1923 in Boston geboren. Merrils Vater nahm sich während ihrer Schulzeit das Leben, woraufhin ihre Mutter mit ihr in die Bronx zog, da sie dort eine Arbeitsstelle gefunden hatte. Merril interessierte sich während ihrer Jugend für den Zionismus und Marxismus.
Nachdem sie 1939 mit 16 Jahren die Morris High School beendet hatte, überdachte sie ihre politischen Ansichten unter dem Eindruck des Hitler-Stalin-Paktes. Ein Jahr später heiratete sie Dan Zissman, mit dem sie eine erst viermonatige Beziehung führte und den sie während trotzkistischer Aktionen kennengelernt hatte. Im Dezember 1942 brachte Merril eine Tochter zur Welt, Merril Zissman. Zu dieser Zeit wurde sie auch Mitglied der Futurians, denen ebenfalls Cyril M. Kornbluth angehörte. Merril und Zissman trennten sich etwa im Jahr 1945, ein Jahr später, im Jahr 1946, lebte sie mit Frederik Pohl zusammen. Nachdem ihre Scheidung von Zissman rechtskräftig geworden war, heiratete sie Pohl im Jahr 1948.
Im Jahr 1950 brachte Merril ihre zweite Tochter, Ann, zur Welt. 1952 trennte sie sich von Pohl, die Scheidung wurde ein Jahr später rechtskräftig. Für sechs Monate lebte sie mit Walter M. Miller zusammen. Im Jahr 1960 heiratete sie erneut, die Ehe ging im Jahr 1963 auseinander, wurde aber nie offiziell geschieden.
Im Jahr 1968 wanderte Merril aus politischen Gründen nach Kanada aus, da sie der Ansicht war, dass Antikriegskundgebungen von der US-Regierung auf undemokratische Weise unterdrückt würden.
In den 1970er Jahren begann Merril, eine Stiftung an der Toronto Public Library aufzubauen, die zum Ziel hatte, sämtliche englischsprachigen Science-Fiction-Werke zu sammeln. Sie stiftete all ihre unveröffentlichten Manuskripte der Bibliothek. Die Bibliothek eröffnete daraufhin die „Spaced Out Library“, wie Merril sie nannte, mit Merril in der Funktion einer Direktorin. In Merrils letztem Lebensjahrzehnt wurde sie in „Merril Collection of Science Fiction, Speculation, and Fantasy“ umbenannt. Merril erhielt ein kleines jährliches Stipendium als Direktorin, das jedoch nicht ausreichte, um ihren Lebensunterhalt zu gewährleisten, so dass es vorkam, dass sie in schlechten Zeiten in ihrem Büro leben und schlafen musste.
Merril erhielt die kanadische Staatsbürgerschaft im Jahr 1976. Von der Mitte der 1970er Jahre bis zu ihrem Tod war sie in der kanadischen Friedensbewegung aktiv. Um gegen US-amerikanische Cruise-Missile-Tests über kanadischem Territorium zu demonstrieren, reiste sie unter anderem als Hexe verkleidet nach Ottawa, um symbolisch das kanadische Parlament zu „verzaubern“, das diese Tests gestattet hatte.
Daneben blieb Merril der Science-Fiction als aktive Kommentatorin und Mentorin erhalten. Ihr Lebenswerk wurde auf dem International Authors Festival geehrt. Die Vereinigung Science Fiction and Fantasy Writers of America ernannte sie zum „Author Emeritus“ im Jahr 1997.
In Erwartung ihres Todes stiftete sie eine vergleichsweise große Menge Geld für eine Erinnerungsparty in einem Club in Toronto. Merril bereitete selbst die Telefonlisten vor, die regelten, wer wen von der Veranstaltung in Kenntnis setzen sollte.
Judith Merril verstarb am 12. September 1997 in Toronto.
Merrils Enkelin Emily Pohl-Weary, die Tochter von Merrils Tochter Ann, wurde ebenfalls Autorin und schreibt Jugendbücher sowie Science-Fiction-Geschichten. Sie verfasste eine Biografie über Merril nach deren Tod, in der sie Entwürfe, Notizen und Briefe ihrer Großmutter verwendete.

## Werk

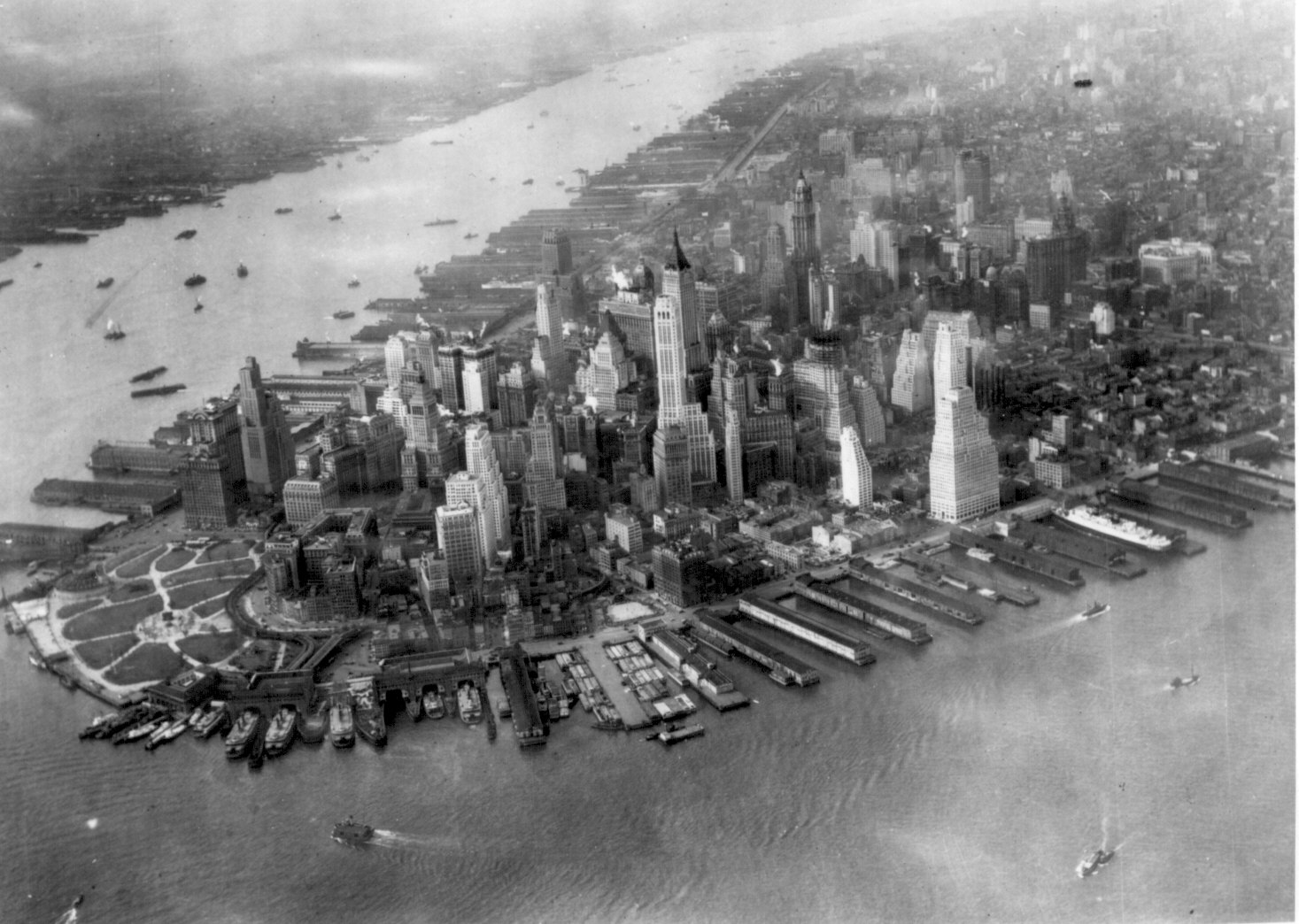
New York war für Merril, wie für viele Futurians, Schauplatz ihres Schaffens (Bild von 1931).

Merrils erste bezahlten Publikationen waren keine Science-Fiction-Werke. Gleich zu Beginn ihrer Karriere als Science-Fiction-Autorin verfasste sie ihre drei Romane, bis auf den ersten alle in Zusammenarbeit im Cyril M. Kornbluth, sowie mehrere Geschichten. Ihre grob vier Jahrzehnte dauernde Autorentätigkeit brachte 26 veröffentlichte Kurzgeschichten und eine ähnliche Anzahl von Anthologien hervor. Merrils erstes veröffentlichtes Science-Fiction-Werk war die Erzählung That Only a Mother, die 1948 in Astounding erschien. Ihr erster Roman trug den Titel Shadow on the Hearth (1950) und behandelt einen atomaren Krieg aus Sicht einer Hausfrau. Der Roman wurde unter dem Titel Atomic Attack verfilmt. Die beiden folgenden Romane trugen die Titel Outpost Mars (1952, die Handlung dreht sich um die Marskolonisierung) und Gunner Cade (1952, hier geht es um eine Gesellschaft, in der Krieg als Unterhaltungssport verstanden wird).
Seit 1945 schrieb Merril hauptberuflich, vorwiegend Kurzgeschichten über Sport, bis sie 1948 ihre erste Science-Fiction-Geschichte veröffentlichte. Ein Teil ihrer Geschichten wurde in Magazinen veröffentlicht, die von befreundeten ehemaligen Futurians herausgegeben wurden. Merril war während dieser Zeit Mitbegründerin des Hydra Club. Ihre Kurzgeschichte Dead Center (erschienen in The Magazine of Fantasy & Science Fiction, November 1954) ist eine der beiden einzigen Kurzgeschichten aus irgendeinem Fantasy- oder Science-Fiction-Magazin überhaupt, die während der 1950er Jahre von Martha Foley in die The-Best-American-Short-Stories-Sammlungen aufgenommen worden war.
Während der 1950er Jahre begann Merril auch damit, Science-Fiction-Kurzgeschichten in Anthologieform herauszugeben, was sie bis 1985 fortführte. Speziell eine „Years-Best“-Anthologie, die von 1956 bis 1967 gedruckt wurde, erreichte große Beliebtheit. In ihren redaktionellen Vorworten, Gesprächen und anderen Schriften setzte sie sich dafür ein, Science-Fiction nicht länger als isolierte Randerscheinung zu betrachten, sondern sie als normale literarischen Gattung zu sehen. Der Science-Fiction-Kenner Rob Latham stellte 2005 die besondere Rolle Merrils in dieser Hinsicht dar:
„throughout the 1950s, Merril, along with fellow SF authors James Blish and Damon Knight had taken the lead in promoting higher literary standards and a greater sense of professionalism within the field“(p.203)
„während der 1950er bildete Merril, zusammen mit den befreundeten Science-Fiction-Autoren James Blish und Damon Knight, die Speerspitze in der Förderung höherer literarischer Standards und größerer Professionalität in diesem Bereich“
Dies geschah Lantham zufolge insbesondere durch die Organisation von jährlichen Autorentreffen in Milford, Pennsylvania, wo Merril damals lebte. Manuskripte, die während dieser Treffen ausgearbeitet wurden, förderten eine genauere und durchdachte Planung der Geschichten. Die Solidarität, die sich durch diese Treffen unter den Autoren ebenfalls herausbildete, erleichterten die spätere Gründung der Science Fiction Writers Association. Dennoch wurden die Änderungen, denen Merril mit ihren Treffen Vorschub leistete, auch kritisiert:
„disaffected authors began griping about a `Milford Mafia' that was endangering SF's unique virtues by imposing literary standards essentially alien to the field“
„unzufriedene Autoren begannen damit, über die „Milford Mafia“ zu lästern, die einzigartige Werte der Science Fiction durch die Einführung neuer und [für die Science Fiction] komplett fremder Standards gefährde“
Ein Projekt, das Merril in den frühen 1960er Jahren in Zusammenarbeit mit Lion Books in Chicago begann, blieb erfolglos, inspirierte ihren Redakteur, Harlan Ellison, jedoch dazu, das Projekt in veränderter Form weiterzuführen: es entstand die Kurzgeschichtensammlung Dangerous Visions (veröffentlicht bei Doubleday in 1967), die für die Herausbildung der New Wave von großer Bedeutung war. In der Folge gab Merril als eine Initiatorin der New Wave ein Jahr später die Anthologie England Swings SF heraus. Die Kurzgeschichten wurden von ihr während eines einjährigen Aufenthaltes in England gesammelt.
Von 1978 bis 1981 kündigte Merril die kanadischen Ausstrahlungen von Doctor Who an. In kurzen (drei- bis siebenminütigen) Kommentaren sprach sie über die philosophischen Themen, die in der Serie behandelt wurden.
2016 erhielt Merril postum den Cordwainer Smith Rediscovery Award für vergessene oder nicht mehr hinreichend gewürdigte Science-Fiction-Autoren.

## Auszeichnungen
- 1983: Aurora Award für das Lebenswerk
- 1986: Aurora Award für das Lebenswerk
- 1991: Milford Award für das Lebenswerk
- 1997: Author Emeritus bei den SFWA Awards
- 2003: Hugo Award für Better to Have Loved: The Life of Judith Merril, zusammen mit Emily Pohl-Weary, als Best Related Book
- 2013: Aufnahme in die Science Fiction Hall of Fame
- 2016: Cordwainer Smith Rediscovery Award

## Bibliografie

### Romane
- Shadow on the Hearth (1950)
  - Deutsch: Dunkle Schatten. Übersetzt von Michael Windgassen. Ullstein (Ullstein SF&F #31056), 1983, ISBN 3-548-31056-7.
- Outpost Mars (1952, zusammen mit C. M. Kornbluth als Cyril Judd)
  - Deutsch: Kinder des Mars . Übersetzt von Lothar Heinecke. Moewig (Terra Extra #152), 1967, DNB 458319880. Auch als: Außenstation Mars. Übersetzt von Uwe Anton. Ullstein (Ullstein SF&F #31087), 1984, ISBN 3-548-31087-7.
- Gunner Cade (1952, zusammen mit C. M. Kornbluth als Cyril Judd)
  - Deutsch: Der Verräter. Pabel (Utopia-Großband #72), 1958, DNB 363891595. Auch als: Die Rebellion des Schützen Cade. Übersetzt von Birgit Reß-Bohusch. Ullstein (Ullstein 2000 #10 (2839)), 1971, ISBN 3-548-12839-4.
- The Tomorrow People (1960)
  - Deutsch: Menschen von morgen. Übersetzt von Rainer Schmidt. Ullstein (Ullstein SF&F #31069), 1984, ISBN 3-548-31069-9.

### Kurzgeschichtensammlungen
- Out of Bounds: Seven Stories (1960)
- Daughters of Earth and Other Stories (1968)
  - Deutsch: Töchter der Erde. Übersetzt von Michael Windgassen. Ullstein (Ullstein SF&F #31051), 1983, ISBN 3-548-31051-6.
- Survival Ship and Other Stories (1973)
- The Best of Judith Merril (1976)
- Homecalling and Other Stories: The Complete Solo Short SF of Judith Merril (2005)

### Kurzgeschichten
Wird bei Kurzgeschichten als Quelle nur Titel und Jahr angegeben, so findet sich die vollständige Angabe unter Sammlungen.
- That Only a Mother (1948)
  - Deutsch: Nur eine Mutter. Übersetzt von Franziska Zinn. In: Robert Silverberg, Wolfgang Jeschke (Hrsg.): Titan 15. Heyne (Heyne SF&F #3787), 1981, ISBN 3-453-30688-0. Auch als: Nur eine Mutter. Übersetzt von Eva Malsch. Isaac Asimov, Martin H. Greenberg, Joseph Olander (Hrsg.): Sternenpost: 1. Zustellung. Moewig (Playboy SF #6733), 1983, ISBN 3-8118-6733-4. Auch als: Nur eine Mutter. In: Töchter der Erde. 1983.
- Death Is the Penalty (1949)
- Barrier of Dread (1950)
- Survival Ship (1951)
- Woman's Work Is Never Done! (1951)
- The Robot, the Girl, the Poet, and the Android (1952, Stück, mit Fritz Leiber und Fredric Brown)
- I Could Kill You! (1952)
- Hero's Way (1952)
- Daughters of Earth (1952)
  - Deutsch: Töchter der Erde. In: Töchter der Erde. 1983.
- Whoever You Are (1952)
  - Deutsch: Wer du auch bist. In: Töchter der Erde. 1983.
- A Little Knowledge (1953)
- So Proudly We Hail (1953)
  - Deutsch: Die Auswanderer. Übersetzt von Walter Brumm. In: Frederik Pohl, Wolfgang Jeschke (Hrsg.): Titan 3. Heyne (Heyne SF&F #3520), 1976, ISBN 3-453-30386-5.
- A Big Man with the Girls (1953, mit Frederik Pohl, als Judith Merril und James MacCreigh)
- Sea-Change (1953, mit C. M. Kornbluth als Cyril Judd)
- Peeping Tom (1954)
  - Deutsch: Der Voyeur. Übersetzt von Eva Malsch. In: Isaac Asimov, Charles G. Waugh, Martin H. Greenberg (Hrsg.): Die 7 Todsünden der Science Fiction. Moewig (Playboy SF #6738), 1984, ISBN 3-8118-6738-5.
- Rain Check (1954)
- Stormy Weather (1954)
  - Deutsch: Stormy Weather. In: Töchter der Erde. 1983.
- Connection Completed (1954)
- Dead Center (1954)
  - Deutsch: Der tote Punkt. In: Töchter der Erde. 1983.
- Pioneer Stock (1955)
- Project Nursemaid (1955)
- Exile from Space (1956)
- Homecalling (1956)
- The Lady Was a Tramp (1957, als Rose Sharon)
  - Deutsch: Die Lady war ein Tramp. In: Töchter der Erde. 1983.
- A Woman of the World (1957, als Rose Sharon)
  - Deutsch: Welt der Zukunft 2: Die Frau. Übersetzt von Wulf H. Bergner. In: Wulf H. Bergner (Hrsg.): Welt der Zukunft. Heyne (Heyne SF&F #3305), 1972, DNB 730221636.
- Wish Upon a Star (1958)
  - Deutsch: Luftschlösser. In: Töchter der Erde. 1983.
- Death Cannot Wither (1959)
- The Deep Down Dragon (1961)
- The Shrine of Temptation (1962)
  - Deutsch: Der Schrein der Versuchung. In: Töchter der Erde. 1983.
- The Lonely (1963)
  - Deutsch: Das Symbol. In: Töchter der Erde. 1983. Auch als: Die Einsamen. Übersetzt von Eva Malsch. In: Isaac Asimov, Martin H. Greenberg, Joseph Olander (Hrsg.): Sternenpost: 3. Zustellung. Moewig (Playboy Science Fiction #6735), 1984, ISBN 3-8118-6735-0.
- In the Land of Unblind (1974)
  - Deutsch: Im Reich der Unblinden. In: Töchter der Erde. 1983.
- The Future of Happiness (1979)

### Herausgeberin (Auswahl)
- Shot in the Dark (1950)
- Beyond Human Ken (1953)
- Beyond the Barriers of Space and Time (1954)
- Human (1954)
- Galaxy of Ghouls (1955)
- SF: The Year's Greatest Science Fiction and Fantasy (1956)
- SF '57: The Year's Greatest Science Fiction and Fantasy (1957)
- SF '58: The Year's Greatest Science Fiction and Fantasy (1958)
- SF '59: The Year's Greatest Science Fiction and Fantasy (1959)
- The 5th Annual of the Year’s Best S-F (1960)
- The 6th Annual of the Year’s Best S-F (1961)
- The 7th Annual of the Year’s Best S-F (1962)
- The 8th Annual of the Year’s Best S-F (1963)
- The 9th Annual of the Year’s Best S-F (1964)
- The 10th Annual of the Year’s Best S-F (1965)
- The 11th Annual of the Year’s Best S-F (1966)
- SF12 (1967)
- England Swings SF (1967)
- Tesseracts (1985)